# James Chadwick
James Chadwick (Bollington, 20 oktober 1891 – Cambridge, 24 juli 1974) was een Brits natuurkundige. In 1932 ontdekte hij het neutron, een elementair deeltje zonder elektrische lading in de kernen van alle atomen uitgezonderd waterstof, in haar meest voorkomende isotoop.

## Biografie
Chadwick werd geboren in Bollington, graafschap Cheshire, als zoon van John Joseph Chadwick en Anne Mary Knowles. Hij bezocht de Bollington Cross C of E basisschool en de Central Grammar School for Boys in Manchester. Aansluitend studeerde hij natuurkunde aan de Victoria Universiteit van Manchester, waar hij leerling was van Ernest Rutherford. In 1911 behaalde hij er zijn bachelordiploma en in 1913 zijn master.
Na het behalen van zijn master verkreeg hij een studiebeurs en ging hij als medewerker van Hans Wilhelm Geiger – de voormalige assistent van Rutherford in Manchester – naar de Physikalisch-Technische Reichsanstalt in Berlin-Charlottenburg. Omdat hij in Duitsland verbleef na het uitbreken van de Eerste Wereldoorlog werd hij vanwege zijn Britse nationaliteit geïnterneerd in Ruhleben, waar de lokale paardenrenbaan was ingericht als burgergevangenenkamp. Gedurende zijn internering mocht hij een primitief laboratorium inrichten in de stallen. Met de hulp van Charles Ellis werkte hij aan de ionisatie van fosfor en aan de fotochemische reactie van koolstofmonoxide en chloor. Het grootste deel van de oorlogsjaren verbleef hij in Ruhleben, totdat Geigers laboratorium een goed woordje deed voor zijn vrijlating.
In 1919 keerde hij terug naar Groot-Brittannië, naar het Gonville and Caius College van de universiteit van Cambridge. Daarnaast was hij werkzaam op het Cavendish Laboratorium, dat onder leiding stond van zijn leermeester Rutherford. In 1923 werd hij er door Rutherford benoemd tot 'assistent-directeur voor radioactief onderzoek'.

### Werk
Al in 1920 had Rutherford het bestaan gepostuleerd van een ‘atoom met massa 1, zonder kernlading’. Chadwick besloot om dit door Rutherford veronderstelde deeltje experimenteel op te sporen. Als resultaat van proeven waarbij hij beryllium met alfadeeltjes beschoot, kon hij in 1932 het bestaan van neutronen aantonen en hun massa bepalen. Op 27 februari 1932 verscheen zijn publicatie, in de vorm van een kolommetje, in het tijdschrift Nature: "Possible Existence of a Neutron". Een uitgebreider artikel, nu met de zelfverzekerde titel "The Existence of a Neutron" verscheen drie maanden later in de Proceedings van de Royal Society.
Voor de ontdekking van het neutron werd hij in 1932 onderscheiden met de Hughes Medal en in 1935 met de Nobelprijs. Chadwicks ontdekking maakte het mogelijk om in laboratoria elementen te creëren zwaarder dan uranium doordat – in tegenstelling tot geladen alfadeeltjes – neutronen geen afstotende elektromagnetische krachten hoeven te overwinnen om de atoomkern binnen te dringen. Dit leidde uiteindelijk tot de ontdekking van kernsplijting wanneer uranium wordt gebombardeerd met snelle neutronen en de daaruit voortvloeiende ontwikkeling van kernwapens en kernenergie.

### Latere carrière
Chadwick werd in 1935 hoogleraar natuurkunde aan de Universiteit van Liverpool. Hier bouwde hij Groot-Brittanniës eerste cyclotron, iets wat hij eerder in Cambridge wilde doen maar waar Rutherford tegen was. Als gevolg van het "Frisch-Peierls-memorandum" in 1940 – waarbij een kernwapen mogelijk werd geacht – werd hij benoemd tot het MAUD-comite om deze kwestie nader te onderzoeken. Later was hij in de Verenigde Staten als hoofd van de Britse groep kernfysici betrokken bij het Manhattanproject te Los Alamos, waar de atoombommen Little Man en Fat Boy werden ontwikkeld.
Na de oorlog keerde Chadwick terug naar Engeland. In 1948 ging hij met emeritaat en beëindigde zijn wetenschappelijk positie na zijn verkiezing tot Master of Gonville and Caius College, een positie die hij tot 1959 behield. Van 1957 tot 1962 was hij deeltijdlid van het Britse Atomic Energy Authority.
Naast de eerder genoemde Nobelprijs en Hughes Medal werd hij ook onderscheiden met de Copley Medal (1950), de Faraday Medal (1950) en de Benjamin Franklin Medal (1951). In 1945 werd hij door koning George VI geridderd en sindsdien mag hij sir genoemd worden.